# Trofeo Vardon
El Trofeo Vardon lleva el nombre del famoso golfista inglés Harry Vardon y lo concede la Professional Golfers' Association of America (PGA) al jugador de la PGA Tour que haya obtenido el resultado promedio más bajo en un mínimo de 60 partidos de la temporada. Este torneo se creó en 1937, pero no se concedió durante los años 1942 a 1946.
<body>

## Vencedores
| Año  | Vencedor        | Mejor resultado promedio (mínimo 50 partidos) |
| ---- | --------------- | --------------------------------------------- |
| 2017 | Jordan Spieth   | 68,85                                         |
| 2016 | Dunstin Johnson | 69,17                                         |
| 2015 | Jordan Spieth   | 68,91                                         |
| 2014 | Rory McIlroy    | 68,83                                         |
| 2013 | Tiger Woods     | 68,99                                         |
| 2012 | Rory McIlroy    | 68,87                                         |
| 2011 | Luke Donald     | 68,86                                         |
| 2010 | Matt Kuchar     | 69,61                                         |
| 2009 | Tiger Woods     | 68,05                                         |
| 2008 | Sergio García   | 69,12                                         |
| 2007 | Tiger Woods     | 67,79                                         |
| 2006 | Jim Furyk       | 68,11                                         |
| 2005 | Tiger Woods     | 68,66                                         |
| 2004 | Vijay Singh     | 68,84                                         |
| 2003 | Tiger Woods     | 68,41                                         |
| 2002 | Tiger Woods     | 68,56                                         |
| 2001 | Tiger Woods     | 68,81                                         |
| 2000 | Tiger Woods     | 67,79                                         |
| 1999 | Tiger Woods     | 68,43                                         |
| 1998 | David Duval     | 69,13                                         |
| 1997 | Nick Price      | 68,98                                         |
| 1996 | Tom Lehman      | 69,32                                         |
| 1995 | Steve Elkington | 69,92                                         |
| 1994 | Greg Norman     | 68,81                                         |
| 1993 | Nick Price      | 69,11                                         |
| 1992 | Fred Couples    | 69,38                                         |
| 1991 | Fred Couples    | 69,59                                         |
| 1990 | Greg Norman     | 69,10                                         |
| 1989 | Greg Norman     | 69,49                                         |
| 1988 | Chip Beck       | 69,46                                         |

| Año  | Vencedor              | Mejor resultado promedio |
| ---- | --------------------- | ------------------------ |
| 1987 | Dan Pohl              | 70,25                    |
| 1986 | Scott Hoch            | 70,08                    |
| 1985 | Don Pooley            | 70,36                    |
| 1984 | Calvin Peete          | 70,56                    |
| 1983 | Raymond Floyd         | 70,61                    |
| 1982 | Tom Kite              | 70,21                    |
| 1981 | Tom Kite              | 69,80                    |
| 1980 | Lee Trevino           | 69,73                    |
| 1979 | Tom Watson            | 70,27                    |
| 1978 | Tom Watson            | 70,16                    |
| 1977 | Tom Watson            | 70,32                    |
| 1976 | Don January           | 70,56                    |
| 1975 | Bruce Crampton        | 70,57                    |
| 1974 | Lee Trevino           | 70,53                    |
| 1973 | Bruce Crampton        | 70,57                    |
| 1972 | Lee Trevino           | 70,89                    |
| 1971 | Lee Trevino           | 70,27                    |
| 1970 | Lee Trevino           | 70,64                    |
| 1969 | Dave Hill             | 70,34                    |
| 1968 | Billy Casper          | 69,82                    |
| 1967 | Arnold Palmer         | 70,18                    |
| 1966 | Billy Casper          | 70,27                    |
| 1965 | Billy Casper          | 70,85                    |
| 1964 | Arnold Palmer         | 70,01                    |
| 1963 | Billy Casper          | 70,58                    |
| 1962 | Arnold Palmer         | 70,27                    |
| 1961 | Arnold Palmer         | 69,85                    |
| 1960 | Billy Casper          | 69,95                    |
| 1959 | Art Wall              | 70,35                    |
| 1958 | Bob Rosburg           | 70,11                    |
| 1957 | Dow Finsterwald       | 70,30                    |
| 1956 | Cary Middlecoff       | 70,35                    |
| 1955 | Sam Snead             | 69,86                    |
| 1954 | E.J. "Dutch" Harrison | 70,41                    |
| 1953 | Lloyd Mangrum         | 70,22                    |
| 1952 | Jack Burke Jr.        | 70,54                    |
| 1951 | Lloyd Mangrum         | 70,05                    |
| 1950 | Sam Snead             | 69,23                    |
| 1949 | Sam Snead             | 69,37                    |
| 1948 | Ben Hogan             | 69,30                    |
| 1947 | Jimmy Demaret         | 69,90                    |

| Año  | Vencedor     | Sistema por puntos |
| ---- | ------------ | ------------------ |
| 1941 | Ben Hogan    | 494 puntos         |
| 1940 | Ben Hogan    | 423 puntos         |
| 1939 | Byron Nelson | 473 puntos         |
| 1938 | Sam Snead    | 520 puntos         |
| 1937 | Harry Cooper | 500 puntos         |

## Vencedores múltiples
Trece jugadores han ganado este trofeo más de una vez a lo largo de su carrera:
- 7 veces
  - Tiger Woods: 1999, 2000, 2001, 2002, 2003, 2005, 2007

- 5 veces
  - Billy Casper: 1960, 1963, 1965, 1966, 1968
  - Lee Trevino: 1970, 1971, 1972, 1974, 1980

- 4 veces
  - Arnold Palmer: 1961, 1962, 1964, 1967
  - Sam Snead: 1938, 1949, 1950, 1955

- 3 veces
  - Ben Hogan: 1940, 1941, 1948
  - Greg Norman: 1989, 1990, 1994
  - Tom Watson: 1977, 1978, 1979

- 2 veces 
  - Fred Couples: 1991, 1992
  - Bruce Crampton: 1973, 1975
  - Tom Kite: 1981, 1982
  - Lloyd Mangrum: 1951, 1953
  - Nick Price: 1993, 1997